# Rolf Schumacher (Dirigent)
Rolf Schumacher (* 28. Februar 1959 in der Schweiz) ist ein Schweizer Dirigent; er gründete 1979 das Sinfonische Blasorchester Bern.

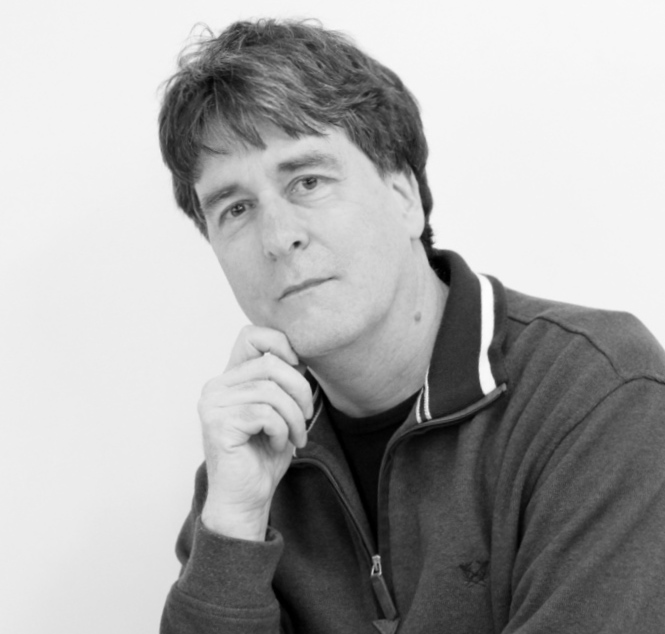
Rolf Schumacher

## Leben
Schumacher begann 1980 das Berufsstudium als Dirigent bei Albert Benz am Konservatorium Luzern, welches er 1985 abschloss.
Von 1979 bis 1983 nahm er Dirigierunterricht bei Ewald Körner, 1. Kapellmeister am Stadttheater Bern. Er nahm an internationalen Dirigentenseminaren teil und wurde im Februar 1998 zum Dirigenten der Feldmusik Sarnen berufen, welche er bis 2016 leitete. Von 2002 bis 2018 war er Mitglied der Musikkommission des Schweizer Blasmusikverbandes, wo er ab 2004 als Vizepräsident amtete. Darüber hinaus wirkt Schumacher als Gastdirigent und Musikpädagoge.
Weiter amtet Schumacher als Fachexperte für Blasmusik an Musikfestivals und Musikhochschulen. Von 2005 bis 2015 war er künstlerischer Leiter des «Jungfrau Music Festivals». 2009 wurde er für sechs Jahre als Board Member in den Vorstand von «World Association for Symphonic Bands and Ensembles» gewählt. Seit 2010 unterrichtet er als Dozent in der Jurorenausbildung an der Bundesakademie für musikalische Jugendbildung in Trossingen. Lehrtätigkeiten für Dirigieren, u. a. an der Hochschule der Künste Bern, wo er im Herbst 2014 die Leitung des Studienganges Dirigieren Blasmusik übernommen hat, runden sein Betätigungsfeld ab.